# Connarus odoratus
Connarus odoratus là một loài thực vật có hoa trong họ Connaraceae. Loài này được Hook.f. mô tả khoa học đầu tiên năm 1862.